# Казинка (станция)
Кази́нка — узловая грузовая станция на Юго-Восточной железной дороге. Расположена на линии Елец — Грязи в Левобережном округе города Липецка. От станции отходит ответвление на Новолипецк. По характеру основной работы является грузовой, по объему выполняемой работы отнесена к внеклассным станциям. Занимает одно из лидирующих мест по формированию и обработке грузовых составов на ЮВЖД.

## История открытия
Железнодорожная станция открыта в 1869 году в связи со строительством линии Грязи — Елец. Название произошло от расположенного в 4 км села Казинка. Возле станции основался посёлок — Казинка.

## Развитие станции в XXI веке
После начала строительства ОЭЗ «Казинка» (ныне «Липецк») в 2008 году станция была модернизирована. В результате увеличения протяжённости путей, они способны принимать составы длиной свыше 70 вагонов. Реконструкция станции завершилась 31 октября 2008 года.
В связи с увеличением объёмов погрузки ОАО «Новолипецкий металлургический комбинат» и ОАО «Стагдок» принято решение в 2008 году расширить станцию. Запланированы постройка трёх приёмоотправочных путей в парке В и дополнительного ходового пути в парке А.

## Расписание станции
| Направление              | Прибытие | Отправление | Прибытие на конечный пункт | Дни следования |
| ------------------------ | -------- | ----------- | -------------------------- | -------------- |
| Елец — Борисоглебск      | 06:44    | 06:45       | 12:48                      | ежедневно      |
| Грязи-Воронежские — Елец | 07:00    | 07:02       | 10:23                      | ежедневно      |
| Жердевка — Липецк        | 08:44    | 08:46       | 09:19                      | ежедневно      |
| Липецк — Жердевка        | 16:35    | 16:36       | 20:54                      | ежедневно      |
| Борисоглебск — Елец      | 19:55    | 19:56       | 22:32                      | ежедневно      |
| Елец — Грязи-Воронежские | 21:13    | 21:14       | 21:48                      | ежедневно      |